# Роз'їзд 102 (Казалінський район)
Роз'їзд 102 (каз. рзд.102) — станційне селище у складі Казалінського району Кизилординської області Казахстану. Входить до складу Майлибаського сільського округу.
У радянські часи селище називалось Акжар.
Населення — 43 особи (2021; 31 у 2009, 10 у 1999).